# Lista odcinków serialu MacGyver (2016)
Lista odcinków serialu telewizyjnego MacGyver – emitowanego przez amerykańską stację telewizyjną CBS od 23 września 2016 roku, natomiast w Polsce na kanale AXN od 5 grudnia 2017 roku.
| Sezon | Odcinki | Oryginalna emisja w CBS | Oryginalna emisja w CBS | Oryginalna emisja w AXN | Oryginalna emisja w AXN | Oryginalna emisja w AXN |
| Sezon | Odcinki | Premiera sezonu         | Finał sezonu            | Premiera sezonu         | Finał sezonu            |                         |
| ----- | ------- | ----------------------- | ----------------------- | ----------------------- | ----------------------- | ----------------------- |
| 1     | 21      | 23 września 2016        | 14 kwietnia 2017        | 5 grudnia 2017          | 8 maja 2018             |                         |
| 2     | 23      | 29 września 2017        | 4 maja 2018             | 15 maja 2018            | 23 października 2018    |                         |
| 3     | 22      | 28 września 2018        | 10 maja 2019            | 12 lutego 2019          | 28 października 2019    |                         |
| 4     | 13      | 7 lutego 2020           | 8 maja 2020             | 27 maja 2020            | 22 czerwca 2020         |                         |
| 5     | 15      | 4 grudnia 2020          | 30 kwietnia 2021        | 23 czerwca 2021         | 12 lipca 2021           |                         |

## Sezon 1 (2016-2017)
| Nr | #  | Tytuł            | Reżyseria           | Scenariusz                               | Premiera w CBS       | Premiera w AXN   |
| -- | -- | ---------------- | ------------------- | ---------------------------------------- | -------------------- | ---------------- |
| 1  | 1  | The Rising       | James Wan           | Paul Downs Colaizzo, Peter M. Lenkov     | 23 września 2016     | 5 grudnia 2017   |
| 2  | 2  | Metal Saw        | Jerry Levine        | Craig O’Neill                            | 30 września 2016     | 12 grudnia 2017  |
| 3  | 3  | Awl              | Matt Earl Beesley   | David Slack                              | 7 października 2016  | 19 grudnia 2017  |
| 4  | 4  | Wire Cutter      | Joe Dante           | John Turman                              | 14 października 2016 | 2 stycznia 2018  |
| 5  | 5  | Toothpick        | Bobby Roth          | Nancy Kiu                                | 21 października 2016 | 9 stycznia 2018  |
| 6  | 6  | Wrench           | Alec Smight         | Brian Durkin                             | 28 października 2016 | 16 stycznia 2018 |
| 7  | 7  | Can Opener       | Alec Smight         | Brian Durkin                             | 4 listopada 2016     | 23 stycznia 2018 |
| 8  | 8  | Corkscrew        | Janice Cooke        | Lindsey Allen                            | 11 listopada 2016    | 30 stycznia 2018 |
| 9  | 9  | Chisel           | Bret VandenBos      | Bret VandenBos, Brandon Willer           | 18 listopada 2016    | 6 lutego 2018    |
| 10 | 10 | Pliers           | Lee Rose            | Brian Durkin                             | 9 grudnia 2016       | 13 lutego 2018   |
| 11 | 11 | Scissors         | Stephen Herek       | Lindsay Allen, Nancy Kiu                 | 16 grudnia 2016      | 20 lutego 2018   |
| 12 | 12 | Screwdriver      | Craig Siebels       | Peter Lenkov, Craig O’Neill, David Slack | 6 stycznia 2017      | 27 lutego 2018   |
| 13 | 13 | Large Blade      | Sylvain White       | Andrew Karlsruher                        | 13 stycznia 2017     | 6 marca 2018     |
| 14 | 14 | Fish Scaler      | Eagle Egilsson      | John Turman, Craig O’Neill, David Slack  | 3 lutego 2017        | 13 marca 2018    |
| 15 | 15 | Magnifying Glass | Stephen Herek       | Brian Durkin                             | 10 lutego 2017       | 20 marca 2018    |
| 16 | 16 | Hook             | Tawnia McKiernan    | Nancy Kiu                                | 17 lutego 2017       | 27 marca 2018    |
| 17 | 17 | Ruler            | Nancy Kiu           | Andrew Karlsruher                        | 24 lutego 2017       | 3 kwietnia 2018  |
| 18 | 18 | Flashlight       | Jonathan Brown      | Lindsey Allen                            | 10 marca 2017        | 10 kwietnia 2018 |
| 19 | 19 | Compass          | Christine Moore     | Lee D. Zlotoff                           | 31 marca 2017        | 17 kwietnia 2018 |
| 20 | 20 | Hole Puncher     | Liz Allen Rosenbaum | Craig O’Neill, David Slack               | 7 kwietnia 2017      | 24 kwietnia 2018 |
| 21 | 21 | Cigar Cutter     | Christine Moore     | Craig O’Neill,David Slack, Peter Lenkov  | 14 kwietnia 2017     | 8 maja 2018      |

## Sezon 2 (2017-2018)
| Nr | #  | Tytuł                           | Reżyseria           | Scenariusz                                      | Premiera w CBS       | Premiera w AXN       |
| -- | -- | ------------------------------- | ------------------- | ----------------------------------------------- | -------------------- | -------------------- |
| 22 | 1  | DIY or DIE                      | Stephen Herek       | Peter M. Lenkov, Craig O’Neill, David Slack     | 29 września 2017     | 15 maja 2018         |
| 23 | 2  | Muscle Car + Paper Clips        | Ericson Core        | Nancy Kiu                                       | 6 października 2017  | 22 maja 2018         |
| 24 | 3  | Roulette Wheel + Wire           | Duane Clark         | Justin Lisson                                   | 13 października 2017 | 5 czerwca 2018       |
| 25 | 4  | X-Ray + Penny                   | Bethany Rooney      | Craig O’Neill, David Slack                      | 20 października 2017 | 12 czerwca 2018      |
| 26 | 5  | Skull + Electromagnet           | Liz Allen Rosenbaum | Lindsey Allen                                   | 27 października 2017 | 19 czerwca 2018      |
| 27 | 6  | Jet Engine & Pickup Truck       | Stephen Herek       | Andrew Karlsruher                               | 3 listopada 2017     | 26 czerwca 2018      |
| 28 | 7  | Duct Tape & Jack                | Gabriel Beristain   | Brian Durkin                                    | 10 listopada 2017    | 3 lipca 2018         |
| 29 | 8  | Packing Peanuts & Fire          | Stacey Black        | Lindsey Allen                                   | 17 listopada 2017    | 10 lipca 2018        |
| 30 | 9  | CD-ROM & Hoagie Foil            | Bobby Roth          | Marqui Jackson, Nancy Kiu                       | 1 grudnia 2017       | 17 lipca 2018        |
| 31 | 10 | War Room & Ship                 | Tawnia McKiernan    | Brian Durkin, Andrew Karlsruher                 | 8 grudnia 2017       | 24 lipca 2018        |
| 32 | 11 | Bullet + Pen                    | Carlos Bernard      | Marqui Jackson                                  | 15 grudnia 2017      | 31 lipca 2018        |
| 33 | 12 | Mac + Jack                      | Ron Underwood       | Peter M. Lenkov, Craig O'Neill, David Slack     | 5 stycznia 2018      | 7 sierpnia 2018      |
| 34 | 13 | Mac + Jack                      | Mike Martinez       | Brian Durkin, Marqui Jackson, Andrew Karlsruher | 12 stycznia 2018     | 14 sierpnia 2018     |
| 35 | 14 | Mac + Jack                      | Mike Martinez       | Brian Durkin, Marqui Jackson, Andrew Karlsruher | 19 stycznia 2018     | 21 sierpnia 2018     |
| 36 | 15 | Murdoc + Handcuffs              | Stephen Herek       | Marqui Jackson                                  | 2 lutego 2018        | 28 sierpnia 2018     |
| 37 | 16 | Hammock + Balcony               | Eagle Egilsson      | Justin Lisson                                   | 2 marca 2018         | 4 września 2018      |
| 38 | 17 | Bear Trap + Mob Boss            | Steve Adelson       | Nancy Kiu                                       | 9 marca 2018         | 11 września 2018     |
| 39 | 18 | Riley + Airplane                | Antonio Negret      | Lindsey Allen                                   | 30 marca 2018        | 18 września 2018     |
| 40 | 19 | Benjamin Franklin + Grey Duffle | Sharat Raju         | Andrew Klein, Andrew Karlsruher                 | 6 kwietnia 2018      | 25 września 2018     |
| 41 | 20 | Skyscraper - Power              | Peter Weller        | Brian Durkin, Joshua Brown                      | 13 kwietnia 2018     | 2 października 2018  |
| 42 | 21 | Wind + Water                    | Mark Manos          | Lee David Zlotoff                               | 20 kwietnia 2018     | 9 października 2018  |
| 43 | 22 | UFO + Area 51                   | Ericson Core        | Marqui Jackson, Lindsey Allen, Nancy Kiu        | 27 kwietnia 2018     | 16 października 2018 |
| 44 | 23 | MacGyver + MacGyver             | Stephen Herek       | Craig O'Neill, David Slack                      | 4 maja 2018          | 23 października 2018 |

## Sezon 3 (2018-2019)
| Nr | #  | Tytuł                               | Reżyseria          | Scenariusz                             | Premiera w CBS       | Premiera w AXN       |
| -- | -- | ----------------------------------- | ------------------ | -------------------------------------- | -------------------- | -------------------- |
| 45 | 1  | Improvise                           | Stephen Herek      | Peter M. Lenkov, Craig O'Neill         | 28 września 2018     | 12 lutego 2019       |
| 46 | 2  | Bravo Lead + Loyalty + Friendship   | Duane Clark        | Brian Durkin                           | 5 października 2018  | 19 lutego 2019       |
| 47 | 3  | Bozer + Booze + Back to School      | Tessa Blake        | Nancy Kiu                              | 12 października 2018 | 26 lutego 2019       |
| 48 | 4  | Guts + Fuel + Hope                  | Peter Weller       | Rob Pearlstein                         | 19 października 2018 | 5 marca 2019         |
| 49 | 5  | Dia De Muertos + Sicarious + Family | Eagle Egilsson     | Jim Adler, Andrew Karlsruher           | 26 października 2018 | 12 marca 2019        |
| 50 | 6  | Murdoc + MacGyver + Murdoc          | Stephen Herek      | Craig O'Neill                          | 2 listopada 2018     | 19 marca 2019        |
| 51 | 7  | Scavengers + Hard Drive + Dragonfly | Gabriel Beristain  | Andrew Karlsruher                      | 9 listopada 2018     | 26 marca 2019        |
| 52 | 8  | Revenge + Catacombs + Le Fantome    | Lily Mariye        | Brian Durkin                           | 16 listopada 2018    | 8 października 2019  |
| 53 | 9  | Specimen 234 + PAPR + Outbreak      | Mike Martinez      | Lindsey Allen                          | 30 listopada 2018    | 9 października 2019  |
| 54 | 10 | Matty + Ethan + Fidelity            | David Straiton     | Andrew Karlsruher                      | 7 grudnia 2018       | 10 października 2019 |
| 55 | 11 | Mac + Fallout + Jack                | Carlos Bernard     | Jim Adler                              | 4 stycznia 2019      | 11 października 2019 |
| 56 | 12 | Fence + Suitcase + Americium-241    | Ron Underwood      | Brian Durkin                           | 11 stycznia 2019     | 14 października 2019 |
| 57 | 13 | Wilderness + Training + Survival    | Brad Turner        | Joshua Brown, Andrew Klein             | 18 stycznia 2019     | 15 października 2019 |
| 58 | 14 | Father + Bride + Betrayal           | Avi Youabian       | Sophia Lopez, Lindsey Allen, Nancy Kiu | 1 lutego 2019        | 16 października 2019 |
| 59 | 15 | K9 + Smugglers + New Recruit        | Gabriel Beristain  | Rob Pearlstein                         | 15 lutego 2019       | 17 października 2019 |
| 60 | 16 | Lidar + Rogues + Duty               | Stephen Herek      | Don Perez                              | 22 lutego 2019       | 18 października 2019 |
| 61 | 17 | Seeds + Permafrost + Feather        | Alexandra La Roche | Nancy Kiu, Lindsey Allen               | 15 marca 2019        | 21 października 2019 |
| 62 | 18 | Murdoc + Helman + Hit               | Roderick Davis     | Lee David Zlotoff                      | 5 kwietnia 2019      | 22 października 2019 |
| 63 | 19 | Friends + Enemies + Border          | Andi Armaganian    | Justin Lisson                          | 12 kwietnia 2019     | 23 października 2019 |
| 64 | 20 | No-Go + High-Voltage + Rescue       | Eagle Egillson     | Rob Pearlstein, Andrew Karlsruher      | 26 kwietnia 2019     | 24 października 2019 |
| 65 | 21 | Treason + Heartbreak + Gum          | Stephen Herek      | Nancy Kiu, Lindsey Allen               | 3 maja 2019          | 25 października 2019 |
| 66 | 22 | Mason + Cable + Choices             | Maja Vrvilo        | Jim Adler                              | 10 maja 2019         | 28 października 2019 |

## Sezon 4 (2020)
| Nr | #  | Tytuł                                       | Reżyseria        | Scenariusz                                                    | Premiera w CBS   | Premiera w AXN  |
| -- | -- | ------------------------------------------- | ---------------- | ------------------------------------------------------------- | ---------------- | --------------- |
| 67 | 1  | Fire + Ashes + Legacy = Phoenix             | David Straiton   | Terry Matalas                                                 | 7 lutego 2020    | 27 maja 2020    |
| 68 | 2  | Red Cell + Quantum + Cold + Committed       | David Straiton   | Terry Matalas                                                 | 14 lutego 2020   | 28 maja 2020    |
| 69 | 3  | Kid + Plane + Cable + Truck                 | Lily Mariye      | Rob Pearlstein                                                | 21 lutego 2020   | 2 czerwca 2020  |
| 70 | 4  | Windmill + Acetone + Celluloid + Firing Pin | Eagle Egilsson   | Andrew Karlsruher                                             | 28 lutego 2020   | 3 czerwca 2020  |
| 71 | 5  | Soccer + Desi + Merchant + Titan            | Duane Clark      | Cindy Appel                                                   | 6 marca 2020     | 4 czerwca 2020  |
| 72 | 6  | Right + Wrong + Both + Neither              | Roderick Davis   | Andrew Klein                                                  | 13 marca 2020    | 8 czerwca 2020  |
| 73 | 7  | Mac + Desi + Riley + Aubrey                 | Brad Turner      | Stephanie Hicks                                               | 27 marca 2020    | 9 czerwca 2020  |
| 74 | 8  | Father + Son + Father + Matriarch           | David Straiton   | Travis Fickett                                                | 3 kwietnia 2020  | 10 czerwca 2020 |
| 75 | 9  | Code + Artemis + Nuclear + N3mesis          | Michael Martinez | Brandon Botta, Casey Tollett Botta                            | 10 kwietnia 2020 | 15 czerwca 2020 |
| 76 | 10 | Tesla + Bell + Edison + Mac                 | Yangzon Brauen   | Rob Pearlstein                                                | 17 kwietnia 2020 | 16 czerwca 2020 |
| 77 | 11 | Psy-Op + Cell + Merchant + Birds            | Ericson Core     | Stephanie Hicks, Andrew Klein, Cindy Appel, Andrew Karlsruher | 24 kwietnia 2020 | 17 czerwca 2020 |
| 78 | 12 | Loyalty + Family + Rogue + Hellfire         | Geoff Shotz      | Jim Adler                                                     | 1 maja 2020      | 18 czerwca 2020 |
| 79 | 13 | Save + The + Dam + World                    | Carlos Bernard   | Terry Matalas, Cindy Appel                                    | 8 maja 2020      | 22 czerwca 2020 |

## Sezon 5 (2020-2021)
| Nr | #  | Tytuł                                                           | Reżyseria         | Scenariusz                                                      | Premiera w CBS   | Premiera w AXN  |
| -- | -- | --------------------------------------------------------------- | ----------------- | --------------------------------------------------------------- | ---------------- | --------------- |
| 80 | 1  | Resort + Desi + Riley + Window Cleaner + Witness                | Avi Youabian      | Stephanie Hicks                                                 | 4 grudnia 2020   | 23 czerwca 2021 |
| 81 | 2  | Thief + Painting + Auction + Viro-486 + Justice                 | Duane Clark       | Peter M. Lenkov, Andrew Klein                                   | 11 grudnia 2020  | 23 czerwca 2021 |
| 82 | 3  | Eclipse + USMC-1856707 + Step Potential + Chain Lock + Ma       | David Straiton    | Jim Adler, Stephanie Hicks                                      | 18 grudnia 2020  | 24 czerwca 2021 |
| 83 | 4  | Banh Bao + Drill + Burner + Mason                               | Peter Weller      | Justin Lisson, Sophia Lopez                                     | 8 stycznia 2021  | 25 czerwca 2021 |
| 84 | 5  | Jack + Kinematics + Safe Cracker + MgKNO3 + GTO                 | Ericson Core      | Jim Adler                                                       | 15 stycznia 2021 | 28 czerwca 2021 |
| 85 | 6  | Quarantine + N95 + Landline + Telescope + Social Distance       | Andrew Ahn        | Stephanie Hicks, Andrew Karlsruher                              | 22 stycznia 2021 | 29 czerwca 2021 |
| 86 | 7  | Golden Lancehead + Venom + Pole Vault + Blood + Baggage         | David Straiton    | Joshua Brown, Andrew Karlsruher                                 | 5 lutego 2021    | 30 czerwca 2021 |
| 87 | 8  | SOS + Hazmat + Ultrasound + Frequency + Malihini                | Yangzom Brauen    | Cindy Appel                                                     | 12 lutego 2021   | 1 lipca 2021    |
| 88 | 9  | Rails + Pitons + Pulley + Pipe + Salt                           | Christine Moore   | Rob Pearlstein                                                  | 19 lutego 2021   | 2 lipca 2021    |
| 89 | 10 | Diamond + Quake + Carbon + Comms + Tower                        | Michael Martinez  | Andrew Karlsruher, Andrew Klein                                 | 5 marca 2021     | 5 lipca 2021    |
| 90 | 11 | C8H7CIO + Nano-Trackers + Resistance + Maldives + Mind Games    | David Straiton    | Joshua Brown, Teresa Huang                                      | 26 marca 2021    | 6 lipca 2021    |
| 91 | 12 | Royalty + Marriage + Vivaah Sanskar + Zinc + Henna              | Anne Renton       | Monica Macer, Andrew Klein                                      | 2 kwietnia 2021  | 7 lipca 2021    |
| 92 | 13 | Barn Find + Engine Oil + La Punzonatura + Lab Rats + Tachometer | Katie Eastrige    | Alessia Costantini, Andrew Karlsruher                           | 9 kwietnia 2021  | 1 lipca 2021    |
| 93 | 14 | H2O + Orthophosphates + Mission City + Corrosion + Origins      | Christine Swanson | Teresa Huang, Joshua Brown                                      | 16 kwietnia 2021 | 9 lipca 2021    |
| 94 | 15 | Abduction + Memory + Time + Fireworks + Dispersal               | David Straiton    | Monica Macer, Alessia Costantini, Andrew Klein, Stephanie Hicks | 30 kwietnia 2021 | 12 lipca 2021   |